# Nannopterum
Nannopterum é um género de aves da família Phalacrocoracidae.

## Lista de espécies
O género Nannopterum compreende actualmente 3 espécies:
- Cormorão-das-galápagos, Nannopterum harrisi
- Biguá, Nannopterum brasilianus
- Corvo-marinho-de-orelhas, Nannopterum auritum